# مانتای
مانتای (به لاتین: Manthai) یک منطقهٔ مسکونی در سری‌لانکا است که در ناحیه منار واقع شده‌است.